# 29905 Kunitaka
29905 Kunitaka è un asteroide della fascia principale. Scoperto nel 1999, presenta un'orbita caratterizzata da un semiasse maggiore pari a 2,6745546 UA e da un'eccentricità di 0,1659584, inclinata di 17,68692° rispetto all'eclittica.